# Грушко, Виктор Фёдорович
Ви́ктор Фёдорович Грушко́ (10 июля 1930, Таганрог — 20 ноября 2001, Москва) — деятель органов государственной безопасности СССР, генерал-полковник (13.04.1991). Первый заместитель председателя КГБ СССР (29 января — 28 августа 1991).

## Биография
Родился в 1930 года в Таганроге в семье токаря. Во время Великой Отечественной войны два года находился в оккупации. 
После войны успешно окончил таганрогскую среднюю школу № 15 и поступил в Московский государственный институт международных отношений. В 1954 году окончил МГИМО, был направлен на работу в МИД и вскоре выехал в загранкомандировку в Норвегию. С 1957 года дружил с М. Шолоховым. В 1960 году, вскоре после возвращения из Норвегии, перешёл на работу в Первое главное управление (ПГУ) КГБ СССР (разведка). Неоднократно встречался с Кимом Филби. В начале 1970-х годов был резидентом КГБ в Осло.
После возвращения из Норвегии в 1972 году назначен заместителем начальника 3-го (англо-скандинавского) отдела ПГУ КГБ СССР; с марта 1975 по декабрь 1980 года — начальник этого отдела.
19 мая 1978 года присвоено воинское звание генерал-майор, 29 октября 1987 года — генерал-лейтенант.
С декабря 1980 по сентябрь 1983 года – заместитель начальника ПГУ КГБ СССР;
С сентября 1983 по 20 сентября 1989 года — 1-й заместитель начальника ПГУ КГБ СССР. Являлся фаворитом Крючкова, после его повышения, в его преемники на пост главы ПГУ. 
После назначения председателем КГБ СССР В. Крючкова стал заместителем председателя КГБ СССР и начальником Второго главного управления КГБ СССР (контрразведка; 20 сентября 1989 — 29 января 1991). С 29 января по 28 августа 1991 года — 1-й заместитель Председателя КГБ СССР. 
13 апреля 1991 года присвоено воинское звание генерал-полковник.
В 1990 году — делегат последнего съезда КПСС, на котором был избран членом ЦК КПСС. 24 августа 1991 года арестован по делу ГКЧП и заключён в тюрьму «Матросская тишина», а спустя 4 дня снят с должности 1-го заместителя председателя КГБ. 10 января 1992 года освобождён из-под стражи по состоянию здоровья  (в тюрьме перенёс два инфаркта). В 1994 году амнистирован Государственной Думой РФ.
В 1996—2001 годы — вице-президент СОАО «Русский страховой центр».
Скончался 20 ноября 2001 года на 72-м году жизни. Похоронен на Троекуровском кладбище Москвы (уч. 4).

## Семья
Жена — Валентина Петровна Грушко (1930—2018).
Сыновья:
- Александр (род. 1955) — российский дипломат, заместитель министра иностранных дел Российской Федерации с 22 января 2018 года.
- Алексей — специалист в банковской сфере.

## Творчество
В 1997 году, выпустил книгу «Судьба разведчика»
Стал прототипом главного героя британского криминального триллера Grushko (1994).

## Награды
- Орден Октябрьской Революции
- Орден Красного Знамени
- Орден Дружбы народов

## Примечание
1. 1 2 3 4 5 6 7 8 9 10 11 12 13 14 15 16  Грушко Виктор Федорович. Сайт В. Мзареулова. Дата обращения: 20 августа 2013. Архивировано 26 июня 2013 года.
2. ↑  Начальник разведки не любил театр - МК. Дата обращения: 4 сентября 2023. Архивировано 26 апреля 2023 года.
3. ↑  Указ Президента СССР № УП—2474 от 28 августа 1991 года об освобождении Грушко В. Ф. от обязанностей первого заместителя Председателя Комитета государственной безопасности СССР. Дата обращения: 8 апреля 2020. Архивировано 5 февраля 2021 года.
4. ↑  «Дело ГКЧП: В «Матросской тишине» остаются двенадцать подследственных» Архивная копия от 16 января 2017 на Wayback Machine // Известия, 13 января 1992 г., стр.8